# Afghanistan i olympiska sommarspelen 2012
Afghanistan deltog i de olympiska sommarspelen 2012 som ägde rum i London i Storbritannien mellan den 27 juli och den 12 augusti 2012. Landet ställde upp med sex deltagare, fem män och en kvinna, vilka deltog i sex tävlingar i fyra sporter.
Rohullah Nikpai som tog Afghanistans första olympiska medalj någonsin i 2008 års spel, vann även i dessa spel bronsmedalj i taekwondo.

## Medaljörer
| Medalj | Namn            | Sport     | Gren            |
| ------ | --------------- | --------- | --------------- |
| Brons  | Rohullah Nikpai | Taekwondo | Herrarnas 68 kg |

## Boxning
Herrar
| Boxare       | Gren     | Sextondelsfinal      | Åttondelsfinal       | Kvartsfinal          | Semifinal            | Final                | Final            |
| Boxare       | Gren     | Motståndare Resultat | Motståndare Resultat | Motståndare Resultat | Motståndare Resultat | Motståndare Resultat | Placering        |
| ------------ | -------- | -------------------- | -------------------- | -------------------- | -------------------- | -------------------- | ---------------- |
| Ajmal Faisal | Flugvikt | Oubaali (FRA) L 9–22 | Gick inte vidare     | Gick inte vidare     | Gick inte vidare     | Gick inte vidare     | Gick inte vidare |

## Friidrott
Förkortningar
- Notera – Placeringar gäller endast den tävlandes eget heat
- Q = Kvalificerade sig till nästa omgång via placering
- q = Kvalificerade sig på tid eller, i fältgrenarna, på placering utan att ha nått kvalgränsen
- NR = Nationellt rekord
- N/A = Omgången inte möjlig i grenen
- Bye = Idrottaren behövde inte delta i omgången

Herrar
Bana och väg
| Idrottare     | Gren  | Heat     | Heat      | Kvartsfinal      | Kvartsfinal      | Semifinal        | Semifinal        | Final            | Final            |
| Idrottare     | Gren  | Resultat | Placering | Resultat         | Placering        | Resultat         | Placering        | Resultat         | Placering        |
| ------------- | ----- | -------- | --------- | ---------------- | ---------------- | ---------------- | ---------------- | ---------------- | ---------------- |
| Massoud Azizi | 100 m | 11,19    | 6         | Gick inte vidare | Gick inte vidare | Gick inte vidare | Gick inte vidare | Gick inte vidare | Gick inte vidare |

Damer
Bana och väg
| Idrottare         | Gren  | Heat     | Heat      | Kvartsfinal      | Kvartsfinal      | Semifinal        | Semifinal        | Final            | Final            |
| Idrottare         | Gren  | Resultat | Placering | Resultat         | Placering        | Resultat         | Placering        | Resultat         | Placering        |
| ----------------- | ----- | -------- | --------- | ---------------- | ---------------- | ---------------- | ---------------- | ---------------- | ---------------- |
| Tahmina Kohistani | 100 m | 14,42    | 9         | Gick inte vidare | Gick inte vidare | Gick inte vidare | Gick inte vidare | Gick inte vidare | Gick inte vidare |

## Judo
Herrar
| Idrottare      | Gren                   | 32-delsfinal              | Sextondelsfinal      | Åttondelsfinal       | Kvartsfinal          | Semifinal            | Återkval             | Bronsmatch           | Final                | Final            |
| Idrottare      | Gren                   | Motståndare Resultat      | Motståndare Resultat | Motståndare Resultat | Motståndare Resultat | Motståndare Resultat | Motståndare Resultat | Motståndare Resultat | Motståndare Resultat | Placering        |
| -------------- | ---------------------- | ------------------------- | -------------------- | -------------------- | -------------------- | -------------------- | -------------------- | -------------------- | -------------------- | ---------------- |
| Ajmal Faizzada | Halv lättvikt (-66 kg) | Ungvári (HUN) L 0000–0100 | Gick inte vidare     | Gick inte vidare     | Gick inte vidare     | Gick inte vidare     | Gick inte vidare     | Gick inte vidare     | Gick inte vidare     | Gick inte vidare |

## Taekwondo
| Idrottare          | Gren             | Åttondelsfinaler       | Kvartsfinaler          | Semifinaer           | Återkval             | Bronsmatch            | Final                | Final     |
| Idrottare          | Gren             | Motståndare Resultat   | Motståndare Resultat   | Motståndare Resultat | Motståndare Resultat | Motståndare Resultat  | Motståndare Resultat | Placering |
| ------------------ | ---------------- | ---------------------- | ---------------------- | -------------------- | -------------------- | --------------------- | -------------------- | --------- |
| Rohullah Nikpai    | Herrarnas −68 kg | Łoniewski (POL) W 12–5 | Motamed (IRI) L 4–5    | Gick inte vidare     | Boui (CAF) W 14–2    | Stamper (GBR) W 5–3   | Gick inte vidare     | 3         |
| Nesar Ahmad Bahave | Herrarnas −80 kg | Chernoubi (MAR) W 4–3  | Crismanich (ARG) L 1–9 | Gick inte vidare     | Scott (NZL) W 11–6   | Sarmiento (ITA) L 0–4 | Gick inte vidare     | 5         |